# Alexandre-Denis Abel de Pujol
Pour les articles homonymes, voir Pujol.
Alexandre-Denis Abel de Pujol, dit Abel de Pujol, né le 30 janvier 1785 à Valenciennes et mort le 28 septembre 1861 à Paris, est un peintre néoclassique français.

## Biographie
Abel de Pujol est le fils naturel de Alexandre-Denis Joseph Pujol de Mortry, baron de La Grave (1737-1816), qui était un notable de Valenciennes, dont il a été prévôt de 1782 à 1790 et où il a notamment fondé l'Académie de peinture et de sculpture en 1783 ; graveur, il a laissé entre autres un recueil de portraits (1788).
Jeune, Abel de Pujol portait le nom Alexandre Abel. Pujol de Mortry, royaliste et émigré, reconnaît son fils en 1811, l'année de l'obtention du prix de Rome par celui-ci.
Le premier maître d'Abel de Pujol, à l'Académie de peinture de la ville, est Jacques-François Momal. À Paris il devient ensuite l'élève de Jacques Louis David. Il obtient le prix de Rome en 1811 pour son tableau Lycurgue présente aux Lacédémoniens l'héritier du trône.
Il peint le plafond du grand escalier du palais du Louvre à Paris, ainsi que la galerie de Diane du château de Fontainebleau et le plafond du palais Brongniart à Paris. Membre de l'Institut, il est promu officier de la Légion d'honneur en 1853.
Il décore en trompe-l'œil le salon Pujol au palais Bourbon à Paris, et on lui doit également les peintures à fresque de la chapelle Saint-Jean-Baptiste-de-la-Salle de l'église Saint-Sulpice de Paris.

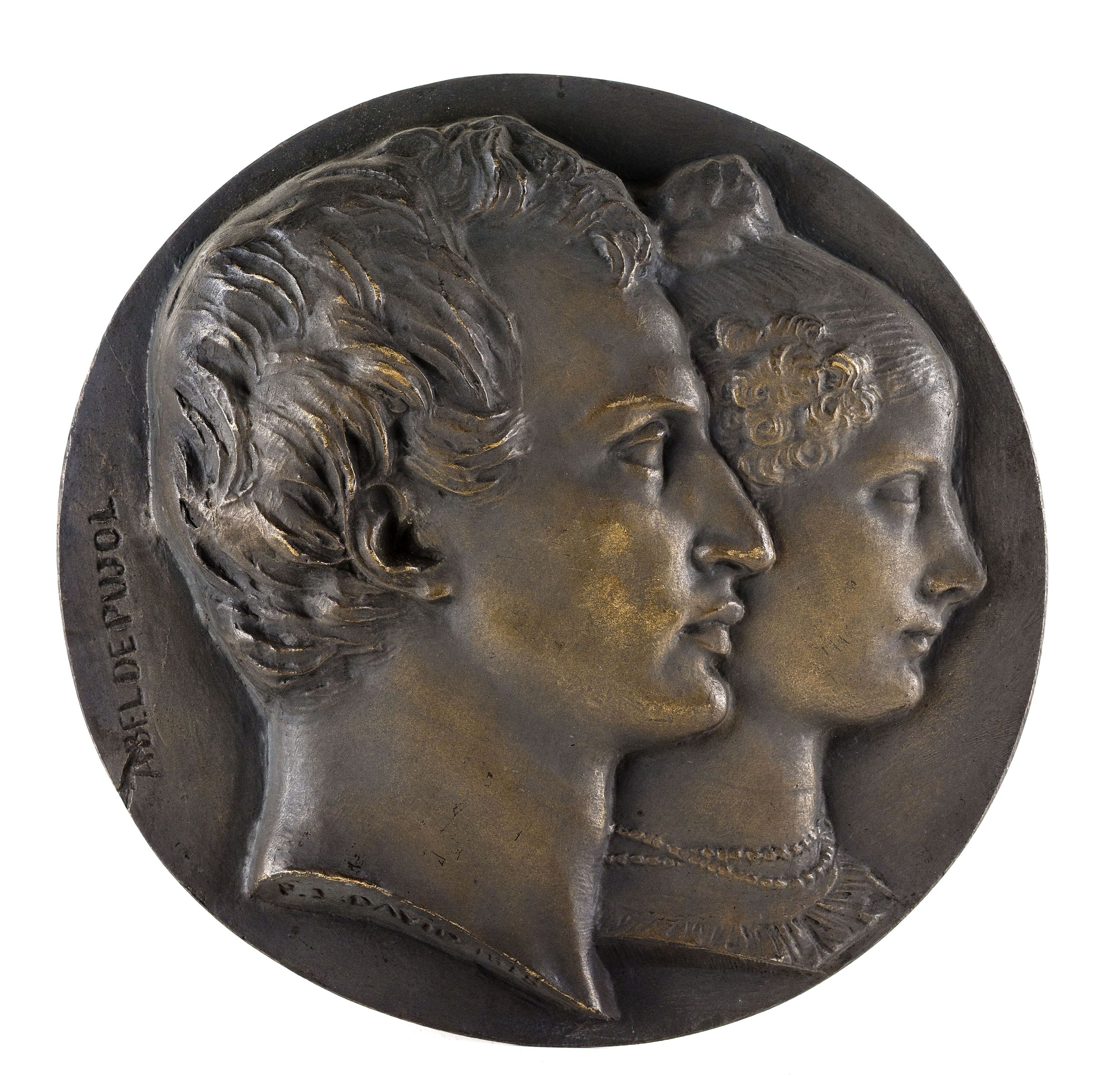
Abel de Pujol et sa première épouse Marie-Claudine Legrand, médaillon de David d'Angers

Il a donné les cartons des vitraux représentant saint Jean-Baptiste, saint Jean l’Évangéliste et saint Joseph, réalisés à partir de 1828 par les verriers anglais Warren-White et Edward Jones, déposés dans le bas-côté droit de l'église Sainte-Élisabeth-de-Hongrie.
Il épouse Marie-Claudine Legrand en premières noces le 22 janvier 1814, qui lui donne quatre fils : Adolphe ; Gustave, artiste peintre en Algérie ; Alexandre, dit Abel de Pujol fils, peintre d'histoire, professeur de dessin au lycée de La Rochelle, chevalier de la Légion d'honneur ; et Raphaël, sous-chef de bureau au ministère des Beaux-arts.
Le 2 avril 1856, il épouse en secondes noces Adrienne Grandpierre-Deverzy, une de ses élèves à qui l'on doit plusieurs vues des ateliers d'Abel de Pujol en 1822 (musée Marmottan-Monet) et 1836 (musée des Beaux-Arts de Valenciennes).
Abel de Pujol est enterré à Valenciennes au cimetière Saint-Roch.

## Œuvres dans les collections publiques
| Tableau | Titre                                                                                            | Date             | Dimensions          | Notes | Lieu de conservation                             |
| --- | ------------------------------------------------------------------------------------------------ | ---------------- | ------------------- | --- | ------------------------------------------------ |
| |                                                                                                  |                  |                     | |                                                  |
| | Autoportrait                                                                                     | 1806             | 71,5 × 55,5 cm      | | Valenciennes, musée des Beaux-Arts               |
| | La Clémence de César                                                                             | 1808             | 246,3 x 307 cm      | | Valenciennes, musée des Beaux-Arts               |
| | Monime, femme de Mithridate, recevant le poison que lui envoie son époux                         | vers 1808        | 119 x 143 cm        | | Troyes, Musée Saint-Loup.                        |
| | La Colère d'Achille                                                                              | 1810             | 115 x 145 cm        | | Notre Dame (Indiana), Snite Museum of Art        |
| | Lycurgue présente aux Lacédémoniens l'héritier du trône                                          | 1811             | 114 x 146 cm        | | Paris, École nationale supérieure des beaux-arts |
| | Autoportrait                                                                                     | 1812             | 55,2 x 46 cm        | | Valenciennes, musée des Beaux-Arts               |
| | La Mort de Britannicus                                                                           | 1814             | 354 x 550 cm        | | Dijon, musée des Beaux-Arts                      |
| | Martyr de Saint Etienne                                                                          |                  |                     | Commandé pour l'Eglise de Saint-Etienne du Mont. Récompensé au Salon de 1817. |                                                  |
| | Saint Étienne prêchant l'Évangile                                                                | 1817             |                     | | Paris, église Saint-Thomas d'Aquin               |
| | Les Propoétides changées en rocher                                                               | 1819             | 130,5 x 185 cm cm   | | Toulouse, musée des Augustins                    |
| | Sisyphe roulant éternellement son rocher                                                         | 1819             | 130 x 212 cm        | | Cahors, musée Henri Martin                       |
| | La Mise au tombeau de la Vierge (esquisse)                                                       | 1819             | 60 x 39,5 cm        | Présenté au Salon de 1819. | Valenciennes, musée des Beaux-Arts               |
| | La Renaissance des Arts (esquisse)                                                               | 1819             | 75,5 x 48,3 cm      | | Valenciennes, musée des Beaux-Arts               |
| | La Renaissance des Arts (esquisse)                                                               | 1819             | 76,2 x 47,5 cm      | | Valenciennes, musée des Beaux-Arts               |
| | La Renaissance des Arts                                                                          | 1819/1820 ; 1855 |                     | Oeuvre servant de décoration au grand escalier du Louvre. Détruit en 1855 pour nécessités architecturales. Reproduite par Abel de Pujol sur le plafond de la Bibliothèque de l'Empereur                                          |                                                  |
| | Portrait de magistrat                                                                            | vers 1820        | 100,3 x 81 cm       | | Pasadena, Norton Simon Museum                    |
| | L'Apothéose de Saint-Roch (esquisse)                                                             | 1822             | 114 x 129,5 cm      | | Valenciennes, musée des Beaux-Arts               |
| | L'Apothéose de Saint-Roch                                                                        | 1822             |                     | Oeuvre commandée par le préfet de la Seine pour la chapelle de St-Roch de l'église St-Sulpice |                                                  |
| | Joseph expliquant les songes à Pharaon                                                           | 1822             | 263 x 326 cm        | | Lille, palais des Beaux-Arts                     |
| | Agamemnon et Ménélas déplorant le sort d'Iphigénie                                               | 1822-1825        |                     | | Fontainebleau, musée national du château         |
| | Deux guerriers pleurant la mort d'Iphigénie                                                      | 1822-1825        |                     | | Fontainebleau, musée national du château         |
| | Esculape rend la vie à Hippolyte                                                                 | 1822-1825        |                     | | Fontainebleau, musée national du château         |
| | La Vengeance de Diane envers Œnée, roi de Calydon                                                | 1822-1825        |                     | | Fontainebleau, musée national du château         |
| | Le Génie de l'Expiation                                                                          | 1822-1825        |                     | | Fontainebleau, musée national du château         |
| | Le Génie de l'Offense                                                                            | 1822-1825        |                     | | Fontainebleau, musée national du château         |
| | Le Sacrifice d'Iphigénie                                                                         | 1822-1825        |                     | | Fontainebleau, musée national du château         |
| | La Naissance de Diane et d'Apollon                                                               | 1822-1825        |                     | | Fontainebleau, musée national du château         |
| | Ixion enchaîné dans le Tartare                                                                   | 1824             | 135 x 159 cm        | Commandé à l'artiste par le ministère de la Maison du roi le 29 juillet 1817 et destiné au décor de l'attique de la chambre de Louis XIV au château de Versailles                                                                | Paris, musée du Louvre                           |
| | Germanicus sur le champ de bataille de Varus                                                     | 1824             | 470 x 670 cm        | | La Rochelle, musée des Beaux-Arts                |
| | L'Égypte sauvée par Joseph                                                                       | 1827             | 147 x 212 cm        | Notice Joconde | Paris, musée du Louvre                           |
| | Portrait de Mademoiselle L***                                                                    | 1830             | 81,1 x 64,7 cm      | Exposé au Salon Parisien de 1831 | Valenciennes, musée des Beaux-Arts               |
| | Portrait d'Henry de Lannoy                                                                       | 1830             | 65 x 54,2 cm        | | Arras, musée des Beaux-Arts                      |
| | Noémi quitte la terre de Moab                                                                    | 1832             | 340 x 260 cm        | | Rennes, musée des Beaux-Arts                     |
| | Portrait présumé d'Auguste-Marie-Henri Picot, comte de Dampierre, maréchal de France             | 1834             | 137 x 102 cm        | | Versailles, musée national du château            |
| | La Présentation au Temple                                                                        | 1834             | 300 x 491 cm        | | Cathédrale d'Arras au 14 sept 2017               |
| | Le Tonneau des Danaïdes                                                                          | 1836             | 340 x 257 cm        | | Valenciennes, musée des Beaux-Arts               |
| | Le Père éternel, le Christ et la Vierge (esquisse)                                               | vers 1838        | 36,5 x 65,5 cm      | | Paris, musée Carnavalet                          |
| | Dieu et les vieillards de l'Apocalypse                                                           | vers 1842        |                     | | Paris, palais du Luxembourg                      |
| | Achille de Harlay dans la journée des barricades du 12 mai 1588 (esquisse)                       | 1842             | 39,7 x 35,9 cm      | | Valenciennes, musée des Beaux-Arts               |
| | Achille de Harlay dans la journée des barricades du 12 mai 1588                                  | 1842             | 421 x 376 cm        | | Versailles, musée national du château            |
| | Chlodsinde ou L'épreuve de l'eau bouillante                                                      | 1843             | 195,5 x 278 cm      | | Amiens, musée de Picardie                        |
| | Saint Philippe baptisant l'eunuque de la reine d'Éthiopie                                        | 1848             | 306,8 cm x 240,5 cm | | Valenciennes, musée des Beaux-Arts               |
| | L'Adoration des bergers (d'après Eustache Le Sueur)                                              | 1851             | 400 x 280 cm        | | La Rochelle, hôpital Saint-Louis                 |
| | La Science éclairant et instruisant la Jeunesse                                                  | 1852             | 400 x 250 cm        | |                                                  |
| | Cybèle montrant à Vulcain les trésors de la Terre (esquisse)                                     | 1852             | 26,5 x 40,5 cm      | \| Mentionnée dans l'inventaire après-décès de l'artiste des 5 et 6 octobre 1861, no 14 (chambre à coucher). Vente de l'atelier, Paris, hôtel Drouot, 7 décembre 1861, no 10 bis (25 francs) ; Collection particulière, Paris \| | Paris, École nationale supérieure des Mines      |
| | L'Adoration du Christ                                                                            | 1852             | 389 x 273 cm        | | Avignon, mairie                                  |
| | La Minéralogie et la Géologie                                                                    | 1854             | 400 x 75 cm         | | Paris, École nationale supérieure des Mines      |
| | La Charité                                                                                       | 1855             | 145 x 110 cm        | | La Rochelle, cathédrale Saint-Louis              |
| | Saint Paul                                                                                       | 1855             | 320 x 140 cm        | | Paris, église Saint-Thomas-d'Aquin               |
| | Saint Pierre                                                                                     | 1855             | 320 x 140 cm        | | Paris, église Saint-Thomas d'Aquin               |
| | Apothéose des grands hommes qui se sont distingués dans la géologie et la minéralogie (esquisse) | 1856             | 38,5 x 40,5 cm      | | Valenciennes, musée des Beaux-Arts               |
| | Apothéose des grands hommes qui se sont distingués dans la géologie et la minéralogie            | 1856             | 400 x 380 cm        | | Paris, École nationale supérieure des Mines      |
| | La France présentant ses minerais                                                                | 1856             | 400 x 255 cm        | | Paris, École nationale supérieure des Mines      |
| | César se rendant au Sénat aux Ides de Mars (esquisse)                                            |                  | 28 x 37 cm          | | Valenciennes, musée des Beaux-Arts               |
| | César se rendant au Sénat aux Ides de Mars (esquisse)                                            |                  | 40,5 x 32 cm        | | Valenciennes, musée des Beaux-Arts               |
| | La Mort de Marie Stuart                                                                          |                  | 259,2 x 331,6 cm    | | Valenciennes, musée des Beaux-Arts               |
| | Portrait de Madame Adolphe Blanqui                                                               |                  | 131,3 x 98,5 cm     | | Valenciennes, musée des Beaux-Arts               |
| | Portrait d'Alexandre-Denis-Joseph Pujol de Mortry                                                |                  | 45 x 54 cm          | | Valenciennes, musée des Beaux-Arts               |
| | La Justice et la Vengeance divine poursuivant le Crime (d'après Pierre-Paul Prud'hon)            |                  | 200 x 250 cm        | | Laval, palais de justice                         |
| | Le Martyre de saint Georges (esquisse d'après Paul Véronèse)                                     |                  | 81 x 64,2 cm        | | Valenciennes, musée des Beaux-Arts               |
| | Le Christ mort                                                                                   |                  |                     | | Issoire, mairie                                  |
| | La Madeleine en prière                                                                           |                  |                     | | Paris, église de la Madeleine                    |
| Mentionnée dans l'inventaire après-décès de l'artiste des 5 et 6 octobre 1861, no 14 (chambre à coucher). Vente de l'atelier, Paris, hôtel Drouot, 7 décembre 1861, no 10 bis (25 francs) ; Collection particulière, Paris |                                                                                                  |                  |                     | |                                                  |

## Élèves

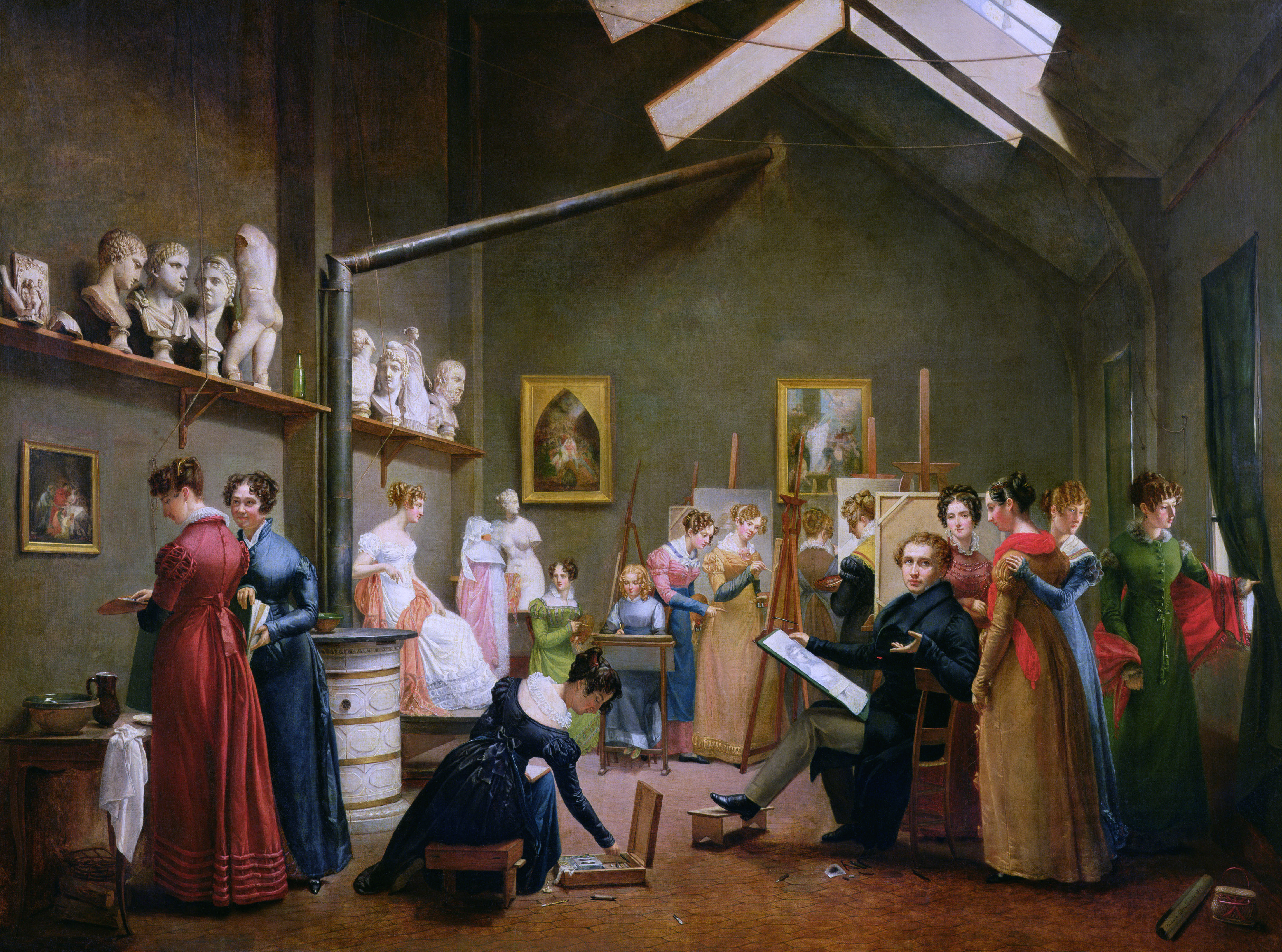
Adrienne Grandpierre-Deverzy, L'Atelier féminin d'Abel de Pujol, 1822, Paris, musée Marmottan Monet.

- Adrien-Francois-Théodore Archenault (1824-1889)
- Henri Coroënne (1822-1909)
- Jules Dalou (1838-1902)
- François Debon (1816-1872)
- Augustin-Luc Demoussy (1809-1880)
- Joséphine-Clémence Formentin (1802-1863)
- Alexandre-Gabriel Decamps (1803-1860)
- Victor René Garson (1796-1867)
- Louis-Eugène Ginain (1818-1886)[16]
- Adrienne Marie Louise Grandpierre-Deverzy (1798-1869)
- Denis François Hennon-Dubois (1791-18?)
- Alexandre Joseph Josquin (1822-1878)
- Alphonse Lami (1822-1867)
- Jacques Étienne Pannier (1802-1869)
- Henry Pluchart (1835-1898)
- Étienne Achille Réveil (1800-?)
- Camille Roqueplan (1803-1855)
- Louis Rossy (1817-1890)
- Auguste Désiré Saint-Quentin (1833-1906)
- Théophile Vauchelet (1802-1873), prix de Rome en 1829[17].